# Juan Vairo
Juan Apolonio Vairo Moramarco (Paraná, 10 aprile 1932) è un ex calciatore argentino, di ruolo centrocampista.

## Carriera
Formatosi nel Rosario Central, debuttò nella Primera División argentina nel 1950. Tre anni dopo fu ceduto al Boca Juniors, con cui vinse il campionato argentino nel 1954.
Nell'estate del 1955 venne acquistato per 18 milioni di lire dalla Juventus intenzionata a rinnovare parzialmente il parco stranieri della formazione, partendo dall'attacco che, da quando se ne erano andati i due Hansen, non aveva trovato più la penetrazione degli anni precedenti. Con la maglia bianconera esordì in Serie A il 18 settembre 1955, segnando una doppietta nei primi 30' della gara casalinga contro la SPAL terminata 2-2, disputando in totale 11 partite segnando 3 gol, ma a causa di varie incomprensioni ritornò anzitempo in Argentina nel marzo del 1956, per poi accasarsi al Liverpool Fútbol Club in Uruguay.
Nel 1957 si trasferì al Club Atlético River Plate, dove giocò insieme al fratello Federico Vairo, terzino della Albiceleste guidata dal “Filtrador” Guillermo Stábile. Successivamente giocò in Colombia nell'Independiente Medellín e nel Deportes Quindío, per poi tornare al Tigre nel 1965.
Nel maggio 1965 è al Montréal Italica, squadra con cui vince la stagione regolare della Eastern Canada Professional Soccer League, fallendo però la vittoria nei play-off per il titolo. Si sposta poi negli Stati Uniti d'America, per giocare nell'American Soccer League con i Boston Tigers.

## Palmarès
- Campionato argentino: 2

Boca Juniors: 1954
River Plate: 1957